# Aramberri
Aramberri es una población del estado de Nuevo León, en México. Fue nombrada así en homenaje al general liberal José Silvestre Aramberri, quien era originario de la localidad, el cual participó en la Guerra de Reforma al mando de Benito Juárez. Su nombre proviene del euskera haran "valle" y berri "nuevo", por lo que significa "valle nuevo". Es cabecera del municipio homónimo y se encuentra en la región sur del estado.

## Historia

### Época prehispánica
Antes de la llegada de los españoles, el área donde hoy se ubica Aramberri estaba habitada por grupos indígenas como los bozalos y los janambres. Los primeros, vinculados con los guachichiles, se asentaban cerca del valle de Río Blanco y vivían en comunidades familiares centradas en la caza y recolección. Aunque fueron asimilados pronto al sistema hispánico mediante reducciones en lugares como Ipoa (actual Aramberri), su herencia cultural persiste localmente entre sus descendientes mediante tradiciones.

### Fundación
La historia del municipio se remonta al año 1626, cuando el fraile franciscano Lorenzo Cantú, entonces guardián del Convento de Charcas, ingresó a la región en calidad de misionero. En ese entonces, los pueblos originarios de la zona estaban ubicados en lugares como Apuchimapa, Sandia y Río Blanco. Los indígenas eran descritos como apacibles y domésticos y colaboraban en las labores agrícolas de la hacienda de Matehuala.
En los años siguientes, otros frailes como Valverde, Jerónimo de Pangua y Juan García continuaron las misiones en la región. Fue el 2 de agosto de 1648 cuando fray Juan Ruiz Colmenero celebró la primera misa en el sitio conocido como la Anacua de la Conquista, cerca de El Mitote, y se estableció el nombre de Santa María de los Ángeles, en honor a la festividad de la Porciúncula.
La fundación formal de la misión ocurrió en 1660 bajo la dirección de fray Juan Caballero. Ese mismo año, su sobrino Fernando Sánchez de Zamora fue nombrado justicia mayor y capitán de guerra del distrito, y fundó la hacienda de la Laguna de Pucazelli (hoy Bocacelli), dedicada a la explotación minera. Asimismo, se construyó una iglesia para los indígenas del poblado entonces llamado Santo Tomás.
Durante el siglo XVIII, Río Blanco fue una de las cinco capitanías de guerra del Nuevo Reino de León. En 1737 se fundó la hacienda de Nuestra Señora de la Soledad, que se convirtió en una de las principales propiedades del noreste de México, llegando a contar con más de 790 mil hectáreas. Esta hacienda, así como la de Albarcones, fueron administradas por don Cosme Aramberri, antepasado del general José Silvestre Aramberri.

### México independiente
Durante el periodo de la independencia, se instalaron los primeros ayuntamientos. En 1821, el primer cabildo del valle fue presidido por Juan Álvarez. Entre los vecinos de mayor relevancia histórica destaca José Silvestre Aramberri, nacido en 1816 en Chupaderos, dentro de la hacienda de Soledad. Fue gobernador de Nuevo León y Coahuila en el siglo XIX y uno de los héroes de la Reforma.
Fue en el periodo del porfiriato cuando el poblado adoptó el nombre actual. Por decreto del gobernador Genaro Garza García, el 26 de octubre de 1877, se elevó a la categoría de villa y se le otorgó el nombre de Aramberri, en honor al general. En este periodo se construyeron caminos, escuelas y el panteón municipal. También llegaron familias extranjeras que promovieron industrias locales como la trementina y el aguarrás.
Durante la revolución mexicana, el pueblo vivió una etapa de gran inestabilidad. Aunque inicialmente la lucha revolucionaria tuvo poco impacto, posteriormente sufrió incursiones de tropas carrancistas y villistas. A pesar del caos de la época revolucionaria, en 1912 el Congreso del Estado decretó la elevación del lugar al rango de ciudad con el nombre de Ciudad de Aramberri. El retorno a la estabilidad permitió que en 1926 se celebrara el tricentenario del descubrimiento de la región.

## Actividades económicas
La región es una comarca agrícola, basada en ejidos y pequeña propiedad, dedicada principalmente a la siembra de maíz y frijol en todo el municipio, así como también Ajo en la zona de La Ascensión, aguacate y nuez en la zona de Aramberri y tomate (en invernaderos) y alfalfa en la zona de El Plan. En la localidad de La Escondida se cosechan y distribuyen los cabuches.
También cuenta con actividad minera de diversas empresas dedicadas a la extracción de barita. Junto al vecino municipio de Galeana, es uno de los mayores centros extracción de barita del país. La única institución de educación superior es una unidad de la Facultad de Agronomía de la UANL, ubicada en La Ascensión, una localidad del municipio.

## Gastronomía
Entre lo más destacado de la gastronomía local se encuentra: cabrito en salsa, nopales, mole, arroz con zanahoria y chícharos, pachucos, frijolitos, asado de puerco, cabuches, gorditas de queso, hojarascas, dulces de calabaza, nogada y dulces a base de leche quemada. En La Chona se produce mezcal de agave de la región, denominado comúnmente como "choneño" (gentilicio de los habitantes de esa zona).

## Tradiciones
La fiesta patronal de Aramberri se celebra el 2 de agosto, día de Nuestra Señora Santa María de los Ángeles de Río Blanco, que originalmente daba el nombre al lugar, posteriormente Río Blanco y actualmente Aramberri. Durante los viernes de cuaresma se acostumbra comer cabuches, flores de palma, nopales, tortas de papa, y capirotada.
Durante la Semana Santa, el Viernes Santo, la feligresía católica realiza una representación de la Pasión de Cristo, durante la cual la procesión recorre las calles y se asciende a un cerro, terminando justo en el ocaso. Y el Sábado de Gloria, se hace la quema del chamuco. Cada 12 de diciembre es la celebración de Nuestra Señora de Guadalupe en La Ascensión, y también en el mes de diciembre efectúan algunas pastorelas los fieles.

## Personajes ilustres[8]
- Jaime del Toro Reyna, cronista y filántropo.

- Fernando Sánchez Zamora, general e historiador.

- Fray Juan Caballero, doctrinero.

- José Silvestre Aramberri, militar que nació y murió en este municipio.

- Félix Contreras, impulsor de la agricultura, constructor de la acequia El Marmolejo.

- Ascensión Gómez, político y empresario que en 1881 fundó la congregación de la Ascensión, ayudado por 44 accionistas, mandando trazar el plano del poblado que consta de 22 calles de norte a sur, 18 de oriente a poniente y de 22 manzanas. El arquitecto José M. Rubio Díaz trazó el plano.

- Esteban del Toro Cerda, filántropo, agricultor, escritor y poeta que, en tiempo de crisis, repartía granos de su hacienda en forma gratuita a los necesitados. En 1918, escribió poesías sentimentales, cuando durante la revolución quedó el pueblo abandonado.

- Coronel Liobo Torres. Durante la revolución carrancista, formó una partida de rebeldes contra Victoriano Huerta, tocándole recibir ya rendido al general Pancho Villa en Ciénegas, Coahuila, el año de 1920. Teniente coronel Antonio Cervantes Carranza y el Mayor Claudio Mariscal Formaron parte del ejército constitucionalista y participaron en la Batalla de Monterrey de 1913, al mando del general Jesús Carranza Garza (hermano de Venustiano Carranza), Pablo González Garza y Antonio I. Villarreal y a mediados de mayo de 1914. Ambos participaron en la Toma de Tampico derrotando a las fuerzas federales al mando del general Carrera Torres y tomaron el control de la aduana y el puerto.

- Consuelo Rosas Recio, profesora. Fungió como directora de la escuela Josefa Ortiz de Domínguez del municipio, de 1928 a 1950. Además de las materias del programa oficial, daba clases de pintura, música, pastelería y otras actividades, poniendo de peculio, los ingredientes y aparatos necesarios. Ejercía la medicina gratuitamente y fue una verdadera benefactora del pueblo.
- Andrés Guerrero del Toro (1937-2014), alcalde del municipio en periodo 1974-1976. Secretario del ayuntamiento en 1986-1988, lideró a las comunidades rurales en su objetivo de regularizar sus derechos ejidales en colaboración con el profesor Francisco Galván, el alcalde predecesor, quien administró y apoyó la educación en todo el municipio siendo unas de sus principales obras la Escuela Primaria Federal General José Silvestre Aramberri en su barrio Brownsville y la Escuela Técnica Agropecuaria en el ejido la Esperanza. Gestionó en su momento un albergue en el ejido El Porvenir para que hijos de ejidatarios pudieran ir a la secundaria. Fungió como juez del registro civil en varios periodos de 1980 hasta 1997 y apoyó la regularización de muchas personas. Gestionó y puso en marcha el camino vecinal hacia el ejido Potrero del Padre donde fue comisariado en sus inicios allá por el año 1965. Una de sus frases era: “Si se va a enojar que sea con el estudio o el trabajo para que lo saque adelante, no se enoje gratis”.

- Sabino Hernández Urbina. Alcalde en el período 2015 a 2018 destacado por ser uno de los mejores presidentes municipales que ha tenido Aramberri, ya que en su período logró la electrificación de un 98 % de las comunidades faltantes de este servicio. Fue la administración que más obra pública realizó.

- Jose Eligio del Toro. Alcalde del municipio en los períodos 1997-2000 y 2003-2006. Político visionario y diputado local por el distrito 26. Ayudó a desarrollar el municipio creando, además de las delegaciones de la Ascensión, la delegación en Sandia, Ibarrilla, Lampacitos, entre otras. Fungió como líder por más de 15 años hasta que falleció en 2013 un 6 de septiembre. Se dice que mucha gente se sintió agradecida por su bondad y simpatía.

## Paleontología
En 2002, el monstruo de Aramberri se anunció a la prensa. Descubierto en 1982, era originalmente clasificado como un dinosaurio. El espécimen realmente se trata de un pliosaurio muy grande, alcanzando posiblemente 25 m (80 pies) de largo, y que pesaría más de 100 toneladas, siendo considerado el mayor depredador de todos los tiempos.
En esta evidencia se basó la serie documental de la BBC llamada Paseando con Dinosaurios, que lo clasificó como un Liopleurodon Ferox (los datos de la clasificación como especie y el tamaño son considerados por algunos como muy prematuros y exagerados).